# تیم ملی فوتسال مالدیو
تیم ملی فوتسال مالدیو  نماینده مالدیو در مسابقات بین‌المللی فوتسال و یکی از تیم‌های فوتسال آسیایی است.